# Pseudicius vulpes
Pseudicius vulpes är en spindelart som först beskrevs av Grube 1861.  Pseudicius vulpes ingår i släktet Pseudicius och familjen hoppspindlar. Inga underarter finns listade i Catalogue of Life.